# Granitz (Rügen)

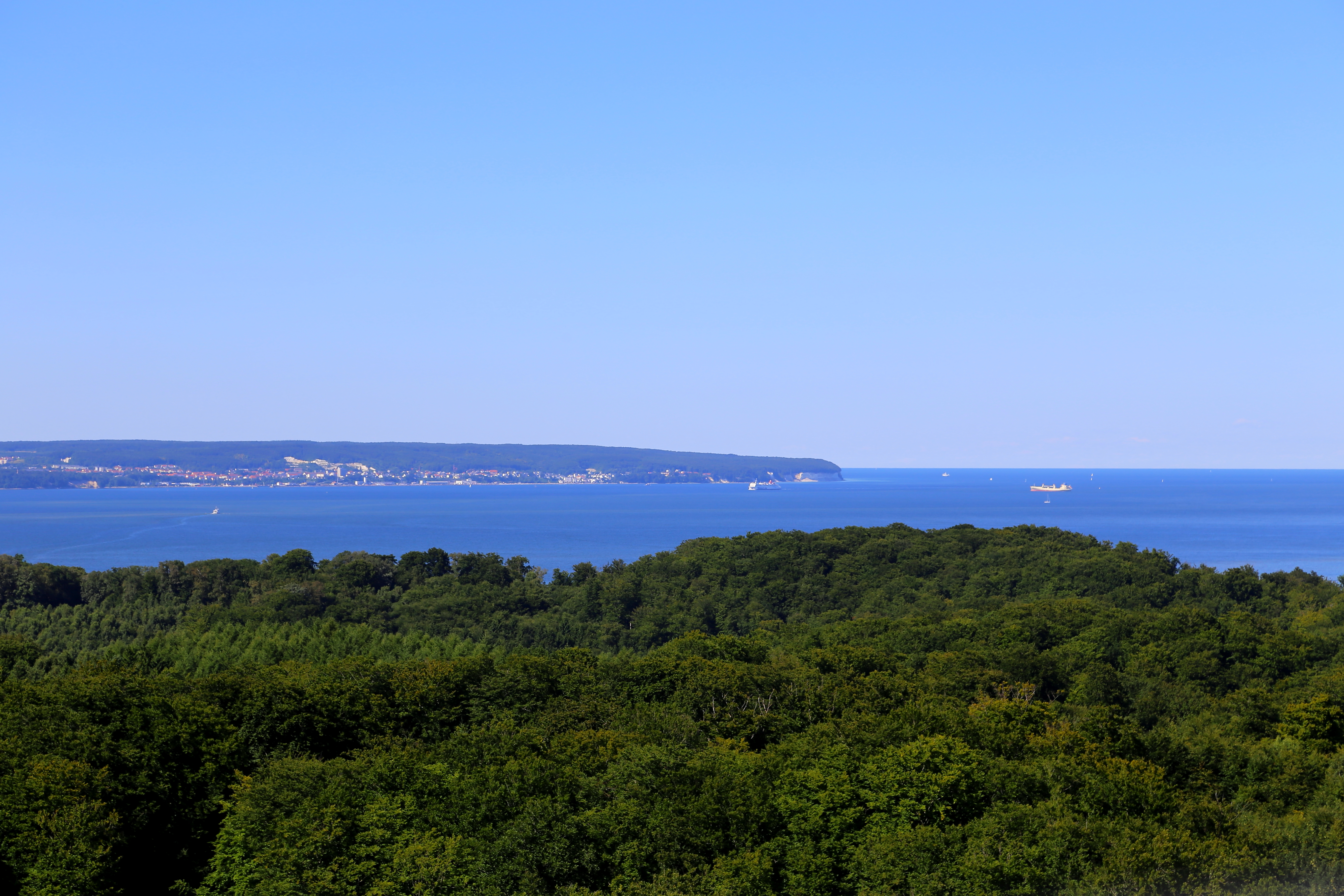
Rügen: panorama della foresta di Granitz

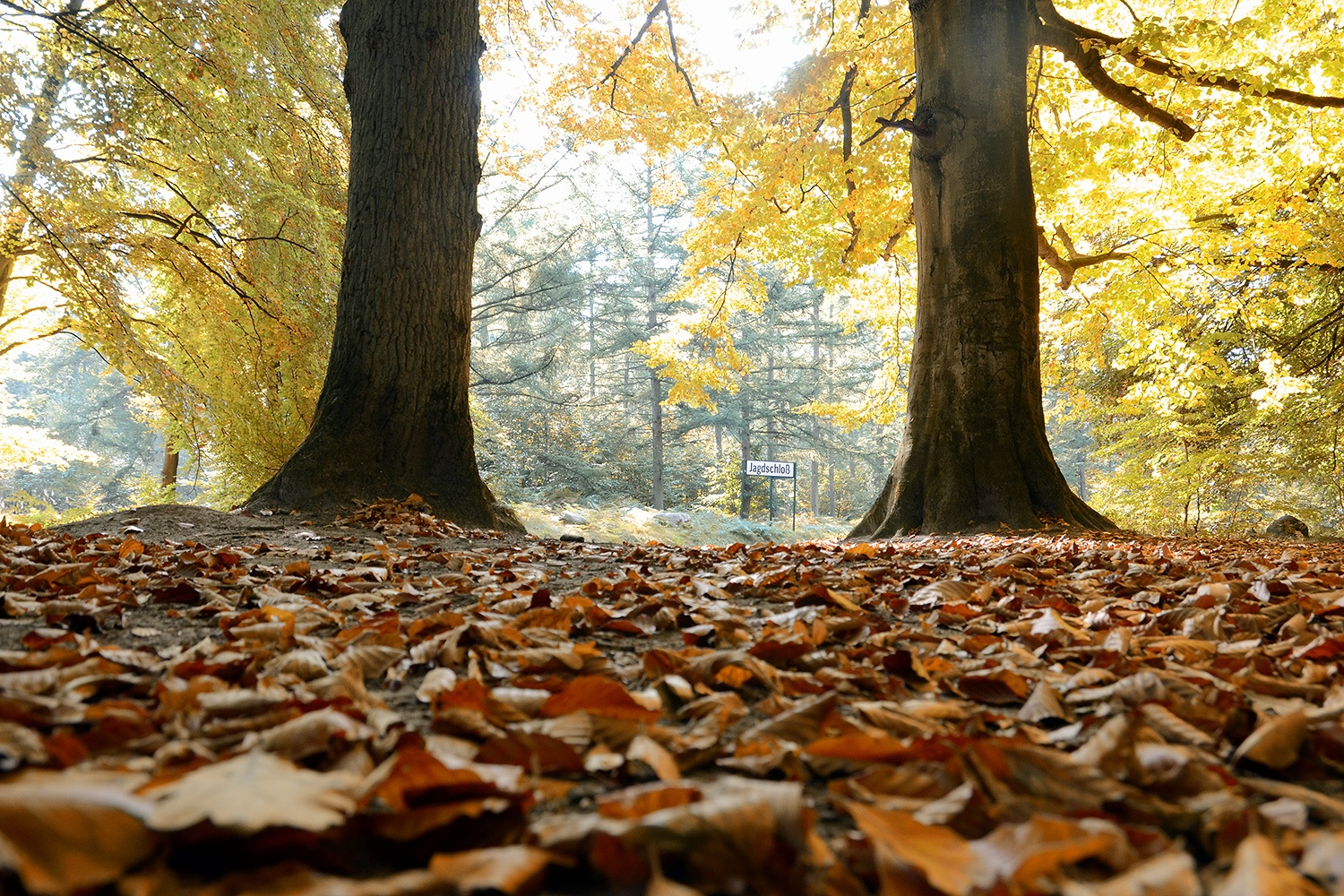
Piante nella foresta di Granitz

La Granitz è una foresta e area naturale protetta dell'isola tedesca di Rügen, nel Land Meclemburgo-Pomerania Anteriore (Germania nord-orientale), che si estende per circa 40 km² nella parte sud-orientale dell'isola, tra le località di Binz e Sellin.
Dal 1991, l'area fa parte del Biosphärenreservat Südost-Rügen. Un tempo (dal XIV secolo in poi) la foresta era utilizzata come riserva di caccia dai signori di Putbus.

## Territorio
L'area è ricoperta da piante di faggio, abete rosso e rovere.
In primavera fioriscono inoltre anemoni di bosco e in estate le orchidee.
Il punto più elevato è rappresentato dal Tempelberg. Nell'area si trova inoltre un lago, lo Schwarzer See ("Lago Nero").

## Luoghi d'interesse
Tra gli edifici d'interesse della zona, figura, tra l'altro, il castello di Granitz, realizzato sulla cima del Tempelberg tra il 1836 e il 1846. Nell'area del castello si erge inoltre la Granitzhaus.
Nella foresta, si trova inoltre la tomba di un guerriero finlandese, ornata da una lastra di ferro fuso.

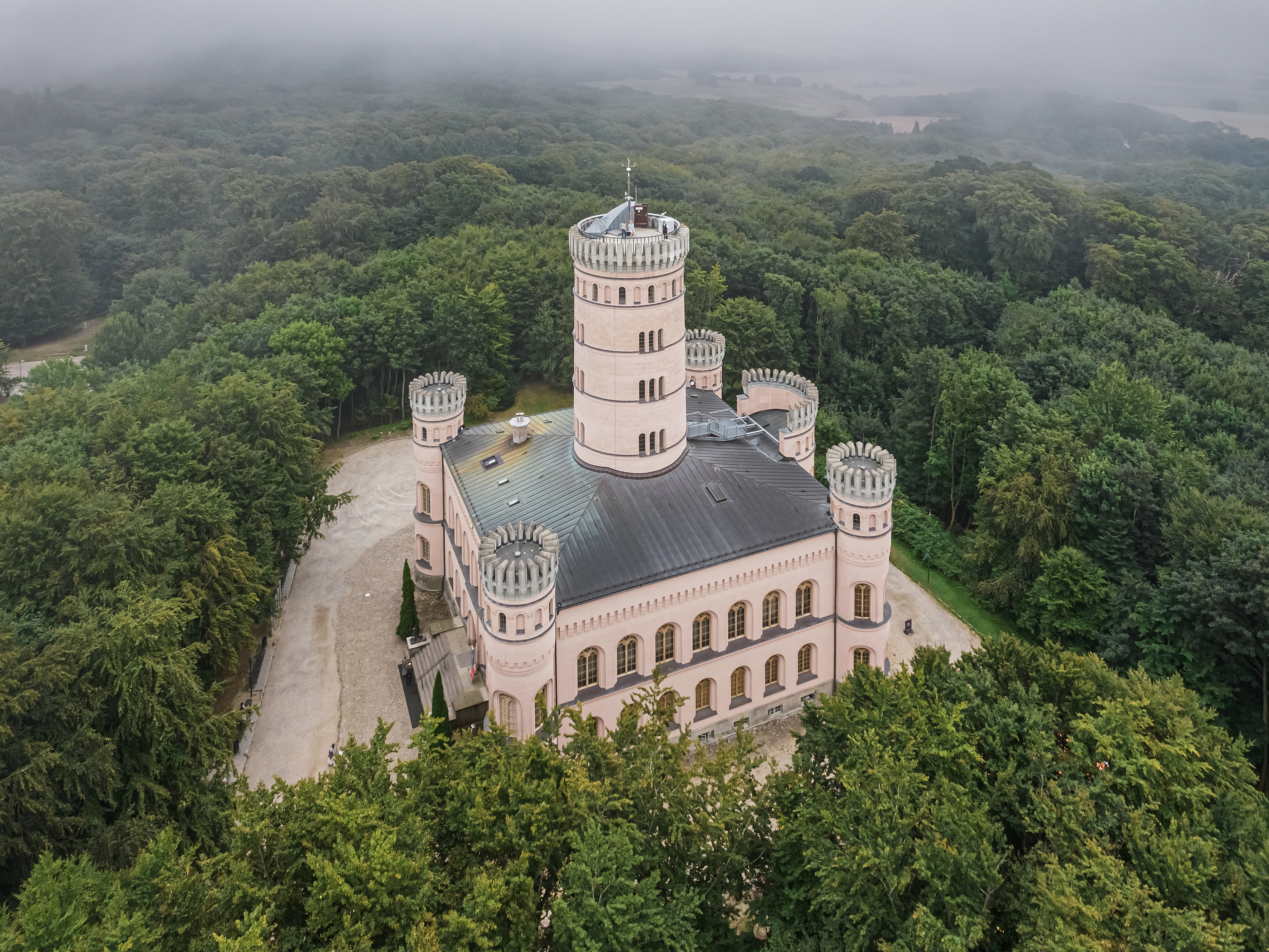
Il castello di Granitz
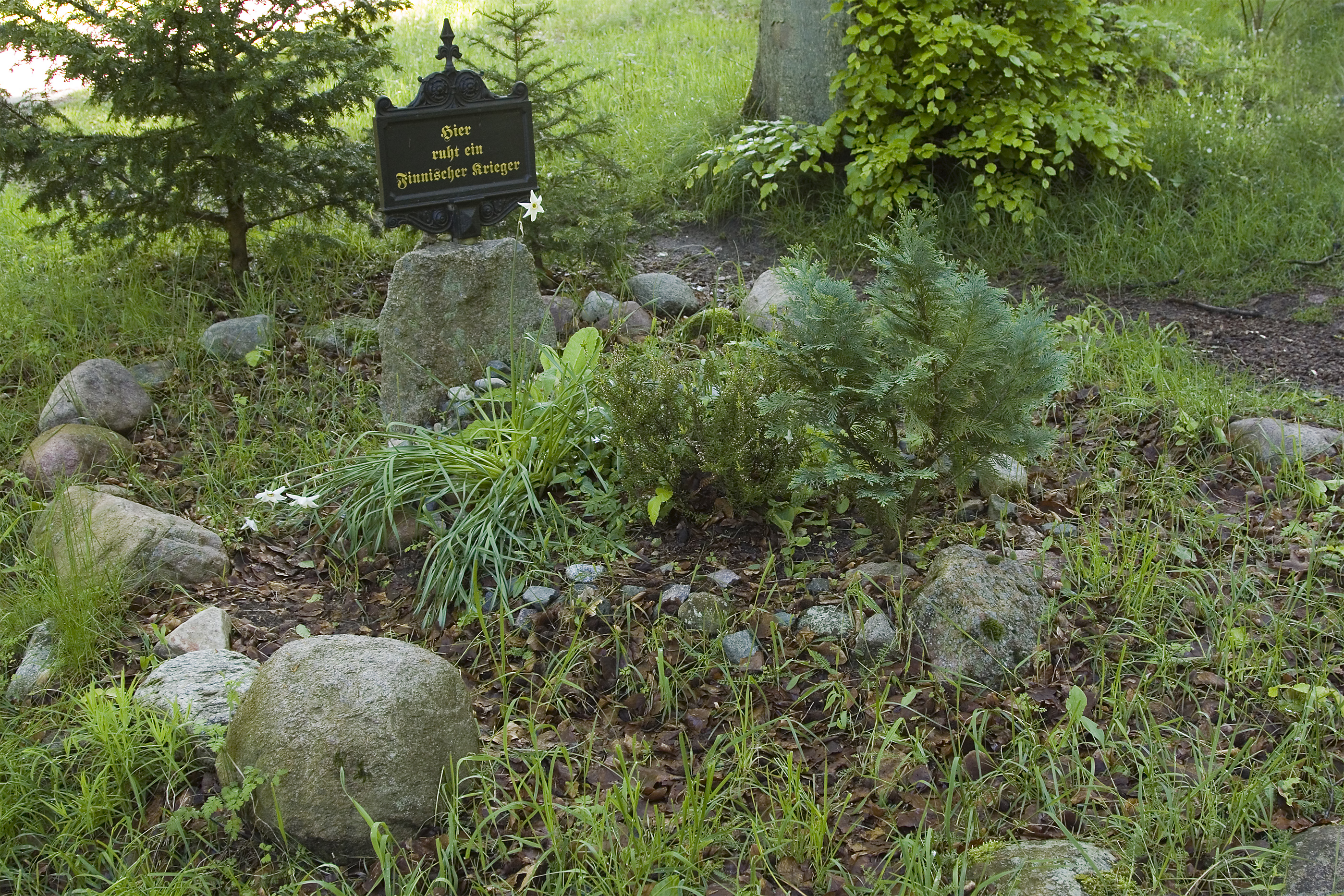
Tomba di un guerriero finlandese nella foresta di Granitz

## Trasporti

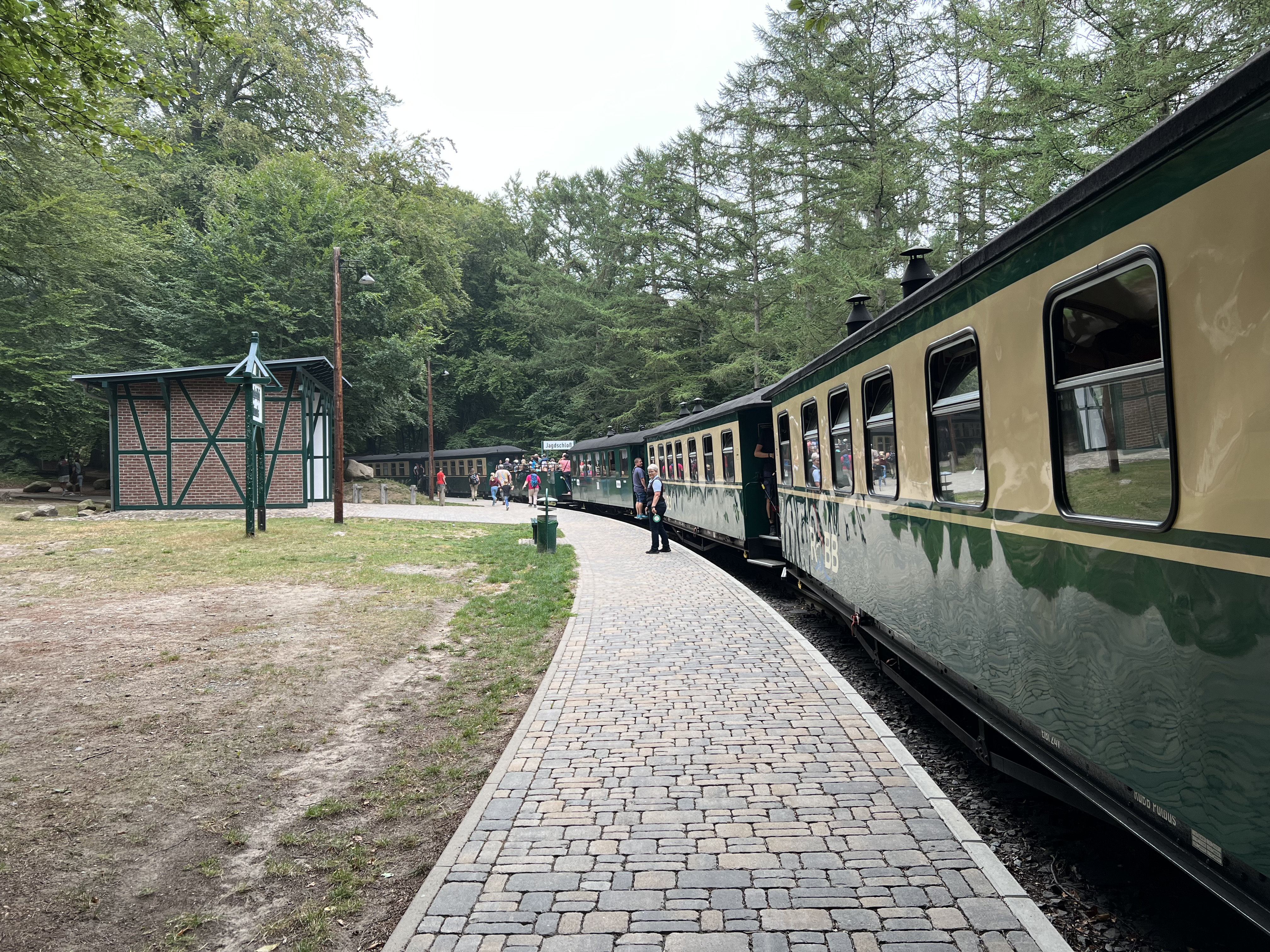
Stazione ferroviaria "Jagdschloss Granitz "

La foresta si può attraversare a bordo dei treni a vapore della Rügensche Bäderbahn (ex-Rügensche Kleinbahn, comunemente nota come "Rasender Roland") oppure a bordo dei treni della Binzer Bäderbahn, che parte dalla località balneare di Binz.